# Xin Qiji

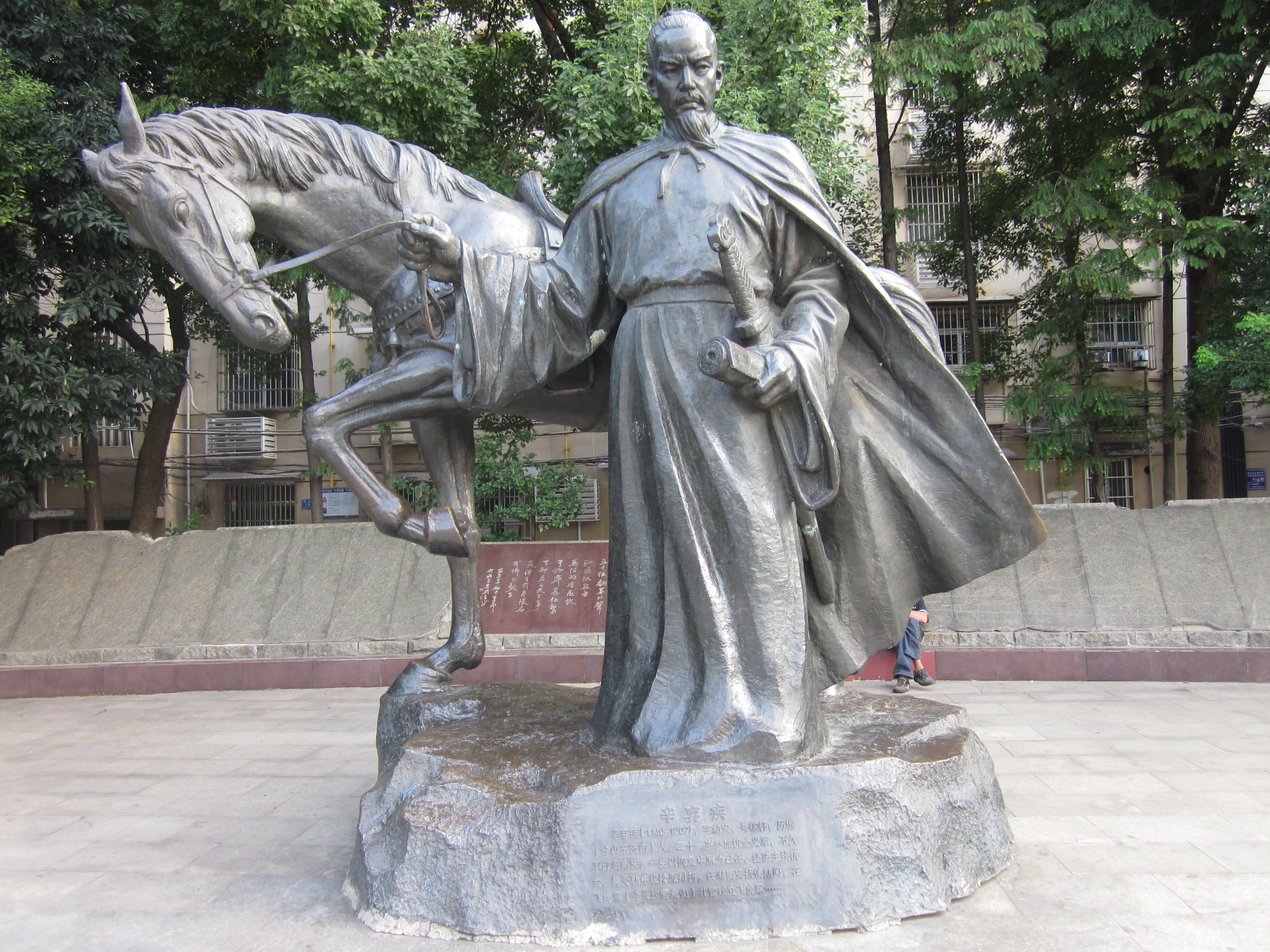
Staty föreställande Xin Qiji i Kina.

Xin Qiji (辛棄疾, Xīn Qìjí), född 1140 i dagens Jinan, Shandong, död 1207 i Sydkina, kinesisk poet känd framförallt för sin cipoesi. Liksom flera andra poeter från Södra Songdynastin (en tid under vilken norra delen av Kina var ockuperad av främmande makt) är Xin känd och prisad som stor patriot.
När Xin Qiji föddes var Shandong, hans födelseprovins, tagen av jurchen som del av deras Jindynasti och Xins morfar, Xin Zan, uppfostrade honom till motstånd. Han ledde också som 20-årig tvåtusen man i ett uppror men tvingades senare att flytta till södra Kina där Songdynastin fortfarande härskade. I Sydkina innehade han en rad officiella poster men fick aldrig stöd för sina militära planer utan kom tvärtom ofta att göra sig impopulär hos hovet som sökte förhandlingslösningar och förde en eftergiftspolitik. Som poet nämns han ofta tillsammans med Su Shi som en av de främsta representanterna för en viss stil av ci-poesi.